# Condado de Stokes
O Condado de Stokes é um dos 100 condados do estado americano da Carolina do Norte. A sede do condado é Danbury, e sua maior cidade é King. O condado possui uma área de terra de 448,86 milha quadradas (1 162,5 km2), uma população de 44 520 habitantes, e uma densidade populacional de 105.6 habitantes/milha² (40.8 hab/km²) (segundo o Censo dos Estados Unidos de 2020). O condado foi fundado em 1789.